# 地方創生プログラム ONE-J
『ONE-J』（ワン・ジェイ）は、TBSラジオとJapan Radio Network（JRN）加盟局で2021年4月4日から毎週日曜日に生放送されているバラエティ・ワイド番組である。

## 概要
「地方創生」を主題に、地方に山積するさまざまな問題と「ラジオにできること」「ラジオが社会に還元できるもの」などラジオ放送が問われる事柄などを扱うコンセプトでスタート。
JRN加盟32局の共同制作方式として「ONE-J委員会」を中心に、開始当初は「一体感」を持って「継続的」に取り組み「双方向性」の活用を目指していた。TBSラジオは本番組を制作して送出するが、あくまでも製作委員会の代表かつ幹事局である点が他番組と異なっている。番組メールアドレスはTBSラジオの通常のアドレス「（番組名等）@tbs.co.jp」ではなく「onej@onej.jp」で、また本番組では公表・受付されていないが、ファクシミリは他のTBSラジオの番組と同じく、2つの番号のうち末尾が「0954」の回線を使っている。
本仮屋ユイカは番組内でCM前などのきっかけに「日曜日の朝を笑顔に! ONE-J」と必ず述べる。
2022年12月18日は番組初の出張放送を行い、同日放送分は同番組のネット局であるラジオ福島から生放送を行った。
2023年3月12日は前年12月のラジオ福島以来となる出張放送を沖縄県中頭郡北谷町のザ・ビーチタワー沖縄から生放送を行った。なお、この日の放送は下述の理由により斉藤は出演せず、嘉大雅（琉球放送アナウンサー）がMCを担当した。
2023年7月30日は、苗場スキー場で開催中の「FUJI ROCK FESTIVAL '23」とのコラボで、新潟県南魚沼郡湯沢町のJR越後湯沢駅前の特設スタジオから公開生放送を行った（公開生放送は同年3月の沖縄以来）。なお、この日のオープニングテーマソングは歌手・本名カズトによる生演奏が行われたほか、ジングルは最後の部分に『ONE-J FUJI ROCK FESTIVAL '23（トゥウェンティスリー）』と入った特別バージョンが使用された。
2024年1月21日の放送は、『まるごと愛媛スペシャル』として放送。パーソナリティは通常通り赤坂のスタジオから出演したが、この日は南海放送のスタジオと結んで放送し、南海放送からは小川貴弘（同局アナウンサー）が出演した。また、この日のCM明けジングルは、通常のジングルの次に、通常は南海放送でしか流れない『Fnam南海放送』のジングルも流れた。
2024年4月より、スタジオにネット各局のアナウンサーが2週ごとの交代制で登場し、パートナーを務める（第5日曜日は従来通り片桐千晶が担当）など番組内容がリニューアル。地方創生の話題だけでなく、その土地だけで行われている「行事・習慣」や、地域ごとの「県民性」などの“ご当地情報”にも焦点を当てるご当地情報バラエティとなった。また番組タイトルが『ONE-J』へと変更となった。

## 現在（2024年4月以降）の出演者

### パーソナリティ
- 本仮屋ユイカ（2021年4月4日 - ）
  - 2022年10月2日 - 23日は、体調不良のため休演した。10月16日・23日の放送は、代理として、妹の本仮屋リイナが担当[注 3]。
  - 2024年9月29日は、夏休み（バリ島滞在）のため休演した。
  - 2025年1月19・26日はNHKBS『ニット!ニット!ニット!～イギリス・編み物紀行～』（NHKEテレ『すてきにハンドメイド』でも放送）のロケでイギリス滞在のため休演、河合郁人が代理パーソナリティを務めた。
- 片桐千晶（2023年10月1日 - 、秋田テレビ出身のフリーアナウンサー）
  - 放送上は2021年10月3日から、基本として「旅ノオト」にのみ、「旅シェルジュ」という肩書でレギュラー出演。2021年11月28日から2022年10月30日までは毎月最終週、2022年11月6日から2023年6月4日までは、毎月第1週に登場していた[注 4]。
  - 2023年10月1日からは「パーソナリティ」として、本仮屋とともに全編にレギュラーで出演。女性のコンビによるレギュラーパーソナリティは、当番組史上初めてである。
  - 2024年4月のリニューアル以降は第5日曜日[注 5]に出演。

### 2週替わりパートナー
2024年度
- 4月7日[注 6]・14日：福島暢啓（毎日放送アナウンサー[注 7]）[注 8]
- 4月21日・28日：長谷川拳杜（IBC岩手放送アナウンサー）
- 5月5日・12日：青木隆太（静岡放送アナウンサー）
- 5月19日・26日：大田祐樹（山陰放送アナウンサー）
- 6月2日・9日：吉田明央（熊本放送アナウンサー）
- 6月16日・23日：水野善公（北海道放送アナウンサー）
- 7月7日・14日：佐々木淳吾（東北放送アナウンサー）
- 7月21日・28日：田畑竜介（RKB毎日放送アナウンサー）
- 8月4日・11日：岸たけし（西日本放送アナウンサー）
- 8月18日・25日：横山岳（山形放送アナウンサー）[注 9]
- 9月1日・8日：中村謙太（福井放送アナウンサー）[注 10]
- 9月15日・22日：澁谷祐太朗（宮崎放送アナウンサー）
- 10月6日・13日：住吉光（長崎放送アナウンサー）
- 10月20日・27日：佐藤旬子（四国放送アナウンサー）
- 11月3日・10日：西尾知亜紀（北陸放送ラジオ開発部ディレクター兼パーソナリティ）[注 11]
- 11月17日[注 12]・24日：中川智美（和歌山放送アナウンサー）
- 12月1日・8日：手塚伸一（ラジオ福島アナウンサー）
- 12月15日・22日：佐藤楠大（CBCテレビアナウンサー[注 7]）

2025年度
- 1月5日・12日：梅﨑さくら（山口放送アナウンサー）
- 1月19日・26日：日比麻音子（TBSテレビアナウンサー[注 7]）[注 13]
- 2月2日・9日：深田幹規（山梨放送アナウンサー）
- 2月16日・23日：嘉大雅（琉球放送アナウンサー）
- 3月2日・9日：近藤丈靖（新潟放送アナウンサー）
- 3月16日・23日：横山雄二（中国放送アナウンサー）
- 4月6日・13日：楢崎瑞（南海放送アナウンサー）
- 4月20日・27日：佐々木武海（南日本放送アナウンサー）
- 5月4日・11日：鴨下望美（秋田放送アナウンサー）
- 5月18日・25日：佐藤栄治（北日本放送アナウンサー）
- 6月1日・8日：高橋龍介（高知放送アナウンサー）
- 6月15日・22日：飯塚敏文（信越放送アナウンサー）
- 7月6日・13日：村津孝仁（大分放送アナウンサー）
- 7月20日：国司憲一郎（山陽放送アナウンサー）
- 7月27日：近藤丈靖（新潟放送アナウンサー）[注 14]

2025年8月は特別企画としてTBSラジオの各番組パーソナリティがパートナーを務めた。
- 8月3日：ジェーン・スー（『ジェーン・スー 生活は踊る』パーソナリティ）
- 8月10日：ヤーレンズ（『パンサー向井の＃ふらっと』隔週木曜日パーソナリティ）
- 8月17日：武田砂鉄（『武田砂鉄のプレ金ナイト』パーソナリティ）

### コーナーレギュラー
- 堀口正裕（TURNSプロデューサー、2022年4月17日[8][9] - ）[注 15] - 「地域おこし協力隊」
- ONE-J中継隊（2024年4月7日 - ）- 「出張お出かけリポート」
  - 国本梨紗
  - 沢口愛華
  - 鈴木ジェロニモ
  - 園田祥太（ダウ90000）
  - 奥森皐月
  - ちゃんぴおんず
  - 柳沢怜

※関東地方以外から中継する場合は、地元ネット局の番組出演者がリポートを担当することがある。

## 過去の出演者

### パーソナリティ
- 有村昆（2021年4月4日 - 5月9日）
  - 2021年5月14日に週刊誌の報道により活動自粛を発表[10]。番組公式サイトからプロフィールが削除され、番組公式Twitterで「降板が決定」と発表された[11]。
- 斉藤慎二（当時ジャングルポケット、2021年7月4日 - 2023年8月27日）[12][13]
  - 当番組では、本仮屋や坐間から「しんちゃん」と呼ばれていた。
  - 日曜日にはパーソナリティの就任前から、月に1回のペースで他局の子ども向け番組の公開収録に赴いていた。このような事情から、収録と重なる日には2022年度までは雑誌編集者など、2023年度よりネット局[注 7]のアナウンサーから1名を自身の代理に立てていた[14]。自身の休演があらかじめ決まっていた2022年10月16日には、本仮屋も前述した理由で休演したため、本来のパーソナリティがいない状況での生放送を余儀なくされた。
  - 2023年8月20日は、週刊誌で報じられた不倫報道により、出演を見合わせた[15]。この日は、『地域おこし協力隊』担当の堀口正裕が代理を担当した[注 17]。斉藤は、1週間後の8月27日放送の冒頭で謝罪を行ったが、その後、2度目の週刊誌報道により降板したことが9月3日放送の冒頭、本仮屋よりリスナーに伝えられた[13]。2023年9月中は、斉藤の後任を置かず、上述のコーナーレギュラーか下述のJRN系列各局のアナウンサーが代理を担当。9月24日のエンディングで、斉藤の後任パーソナリティに片桐千晶が就くことが、本仮屋から発表された[16]。

### パーソナリティ代理
- 本仮屋リイナ（2022年10月16日 - 23日）- 姉である本仮屋ユイカの体調不良に伴う代理出演[17]。
- 嘉大雅（2023年3月12日）- 沖縄公開放送時のアシスタント[5][18]。
- 福島暢啓（2023年4月30日） - 前述した事情による斉藤の休演に伴って、パーソナリティ代理を担当[14]。
- 榊原悠介（CBCテレビアナウンサー、2023年6月4日） - 前述した事情による斉藤の休演に伴って、パーソナリティ代理を担当[19]。
- 田畑竜介（2023年7月9日） - 前述した事情による斉藤の休演に伴って、パーソナリティ代理を担当[注 18]。
- 堀口正裕（2023年8月20日・9月17日） - 斉藤の不倫報道による出演自粛（8月20日）及び2度目の不倫報道による番組降板（9月17日）により、パーソナリティ代理を担当。
- 片桐千晶・坐間妙子（2023年9月3日） - 斉藤の2度目の不倫報道による番組降板により、パーソナリティ代理を担当[13]。
- 佐々木淳吾（2023年9月10日） - 不倫報道で降板した斉藤のパーソナリティ代理を担当[注 19]。
- 谷川恵一（北陸放送アナウンサー[注 20]、2023年9月24日） - 不倫報道で降板した斉藤のパーソナリティ代理を担当。

### コーナーレギュラー
- 坐間妙子（ウェザーマップ所属の気象予報士でエフエム群馬・北陸放送出身のフリーアナウンサー）（2021年4月4日 - 2022年4月10日[20][21]、2022年6月19日[22] - 2024年3月31日） - 当初は「全国の天気」のみ出演していたが、有村が降板した2021年5月16日（第7回）から同年6月27日（第13回）の放送では、全編を通して本仮屋のパートナーを暫定的に担当した[23]。以降もパーソナリティの休演、または東京不在でスタジオ待機が生じた場合は代理を担当。放送中は本仮屋[注 21]から、名前（妙子＝たえこ）にちなんで「たえちゃん」と呼ばれている。2024年4月7日より天気予報はパートナーのアナウンサーが読み上げる形となったため出演は終了したが、直後番組『安住紳一郎の日曜天国』に出演していることもあり、気象原稿の作成は引き続き坐間が担当している。2025年4月から、裏番組である日本テレビ『シューイチ』の土曜放送分で本仮屋と共演するようになった。
- 小林雅美（ウェザーマップ・気象予報士）（2022年4月17日[24][21] - 6月12日）- 坐間の産休に伴う代理出演。

## スタッフ
- プロデューサー：卯木基雄[12]
- 構成：塩見昌矢[25]
- ディレクター：鈴木一男[26]

## コーナー

### 現在放送中の主なコーナーとタイムテーブル（2025年1月以降）
- 8:00 - オープニング（2024年4月のリニューアル以降は、本仮屋が単独で数分フリートークした後、パートナーを交える）
- 8:22ごろ - 全国の天気
- 8:24ごろ - ご当地ニュースLIVE
- 8:35ごろ - メール紹介
- 8:44ごろ - ノゾキアナ（JRNアナウンサーの持ち込み企画で、アナウンサー自身にスポットを当て、特技や趣味を披露したり、所属局と連動した内容を送る）、ユイカさん、知ってます? ONE-J価格の相談会（第2週）（日本の中小企業発展を盛り上げる情報を届ける）
- 8:55 - ローカル枠
- 9:00 - 9時の純喫茶（ゲストがゆかりのある土地のご当地みやげを持って遊びに来るコーナー。地域とのかかわりなど、さまざまな話を聞く。2024年までは9:25ごろ）
- 9:25ごろ - 出張お出かけリポート（2024年4月のリニューアル以降は、ONE-J中継隊が主に関東近郊のスポットから生中継を行う。2024年までは9:05ごろ）
- 9:55 - エンディング

### 期間限定で行われるコーナー
- 8:05ごろ - いきなりモーニングコール（偶数月に実施。前週のエンディングでパートナーのアナがその日の放送をもとにキーワードを発表し、リスナーに電話をしてキーワードを言うことができればQUOカードがもらえる）
- 9:35ごろ - 全日本冠婚葬祭互助協会 presents ハレの日だより（この番組全体のホームページとは別に独自のページを設けている。2024年までは9:25ごろ）

### 終了したコーナー
- 8:30ごろ - アリコンプライム（有村が、地方を舞台にした映画の作品解説や感想を述べる。有村の降板に伴い終了した）
- 9:20ごろ - 共立リゾートpresents～新たな発見を綴る～旅ノオト（この番組全体のホームページとは別に独自のページを設けていたほか、ネット局の事情による特別編成で単発番組扱いとして収録放送された日があり、事実上フロート番組と位置付けられていた。2023年6月まで）
- 9:20ごろ - 教えて!地元ニュース（2023年7月～9月）
- 8:43ごろ - ローカルレコメンド
- 9:43ごろ - もぐもぐマルシェ（以前は8:43頃に放送）

## ネット局

### 現在
全局同時ネットの生放送だが、8:55 - 9:00の時間帯のみ、ネット各局での差し替えが認められている。いずれのネット局も、自社制作のローカルワイド番組の終了・放送枠移動など、当番組の開始に伴って日曜早朝の番組編成を大幅に変更している。
JRNには全国の民放ラジオ局から34社が加盟しているが、青森放送（RAB）と朝日放送ラジオ（ABC）は当番組を放送しない（後述）。
以下2024年4月現在の状況を表記する。
| 放送対象地域   | 放送局名                      | 放送期間       | ローカル枠の扱い                                                             | 備考                |
| -------------- | ----------------------------- | -------------- | ---------------------------------------------------------------------------- | ------------------- |
| 関東広域圏     | TBSラジオ                     | 2021年4月4日 - | TBSラジオ交通情報 スポンサーからのお知らせ TBSニュース                       | 幹事局              |
| 北海道         | 北海道放送（HBC）             | 2021年4月4日 - | HBCニュース、交通情報、天気予報                                              |                     |
| 岩手県         | IBC岩手放送                   | 2021年4月4日 - | 4M Music                                                                     |                     |
| 宮城県         | 東北放送（TBC）               | 2021年4月4日 - | 河北新報ニュース・天気予報                                                   |                     |
| 秋田県         | 秋田放送（ABS）               | 2021年4月4日 - | ABSウィークリーリコメンド                                                    |                     |
| 山形県         | 山形放送（YBC）               | 2021年4月4日 - | やまがた情熱市場                                                             |                     |
| 福島県         | ラジオ福島（rfc）             | 2021年4月4日 - | 交通情報、天気予報、お知らせ                                                 | [ 注 24 ]           |
| 山梨県         | 山梨放送（YBS）               | 2021年4月4日 - | YBSラジオニュースと天気予報                                                  |                     |
| 長野県         | 信越放送（SBC）               | 2021年4月4日 - | ウィークエンド・ミュージック                                                 |                     |
| 新潟県         | 新潟放送（BSN）               | 2021年4月4日 - | 新潟日報ニュース・天気予報                                                   |                     |
| 静岡県         | 静岡放送（SBS）               | 2021年4月4日 - | 静岡新聞ニュース・天気予報                                                   |                     |
| 富山県         | 北日本放送（KNB）             | 2021年4月4日 - | 天気予報                                                                     |                     |
| 石川県         | 北陸放送（MRO）               | 2021年4月4日 - | MRO ミュージックPower Box                                                    |                     |
| 福井県         | 福井放送（FBC）               | 2021年4月4日 - | FBCニュース・天気予報                                                        |                     |
| 中京広域圏     | CBCラジオ                     | 2021年4月4日 - | 中日新聞ニュース・天気予報、交通情報                                         |                     |
| 近畿広域圏     | MBSラジオ                     | 2021年4月4日 - | MBSニュース、交通情報                                                        | [ 注 25 ]           |
| 和歌山県       | 和歌山放送（wbs）             | 2021年4月4日 - | 和歌山放送ニュース・天気予報 和歌山けいりん・レースインフォメーション        | [ 注 26 ]           |
| 広島県         | 中国放送（RCC）               | 2021年4月4日 - | 中国新聞ニュース                                                             | [ 注 27 ] [ 注 28 ] |
| 山口県         | 山口放送（KRY）               | 2021年4月4日 - | （コーナー名を設けず曲を流す）                                               |                     |
| 島根県・鳥取県 | 山陰放送（BSS）               | 2021年4月4日 - | BSSニュース・天気予報                                                        |                     |
| 岡山県         | RSK山陽放送                   | 2021年4月4日 - | 今週の一曲                                                                   | [ 注 29 ]           |
| 香川県         | 西日本放送（RNC）             | 2021年4月4日 - | 四国新聞ニュース・天気予報                                                   |                     |
| 愛媛県         | 南海放送（RNB）               | 2021年4月4日 - | ONE-えひめ                                                                   | [ 注 30 ]           |
| 高知県         | 高知放送（RKC）               | 2021年4月4日 - | RKCミュージック・セレクト                                                    |                     |
| 徳島県         | 四国放送（JRT）               | 2021年4月4日 - | 天気予報                                                                     |                     |
| 福岡県         | RKB毎日放送                   | 2021年4月4日 - | 交通情報、天気予報                                                           |                     |
| 長崎県 佐賀県  | 長崎放送（NBC） NBCラジオ佐賀 | 2021年4月4日 - | レースガイド 長崎ケーブルメディア・きょうのプロ野球情報 気象警報・気象注意報 |                     |
| 大分県         | 大分放送（OBS）               | 2021年4月4日 - | ミュージックセレクション                                                     | [ 注 32 ]           |
| 熊本県         | 熊本放送（RKK）               | 2021年4月4日 - | 熊日ニュース・天気予報                                                       |                     |
| 宮崎県         | 宮崎放送（MRT）               | 2021年4月4日 - | MRTニュース・天気予報                                                        |                     |
| 鹿児島県       | 南日本放送（MBC）             | 2021年4月4日 - | 竹之内雄太のハイパレGo!                                                      |                     |
| 沖縄県         | 琉球放送（RBC）               | 2021年4月4日 - | 今月のシャワープッシュ                                                       |                     |

### JRNでの非ネット局
| 放送対象地域 | 放送局名              | 備考                                                                |
| ------------ | --------------------- | ------------------------------------------------------------------- |
| 近畿広域圏   | 朝日放送ラジオ（ABC） | 放送対象地域がMBSラジオ（近畿広域圏）や和歌山放送（和歌山県）と重複 |
| 青森県       | 青森放送（RAB）       |                                                                     |

## 放送の休止・放送時間の変更
ここではTBSラジオが関係する事例を記載する。ネット局個別の休止事例については、前述の表中の注釈を参照。
- 2021年8月8日、『民放ラジオ99局統一番組 東京2020オリンピック 男子マラソン実況中継』（6:45 - 10:00）を放送のため、本編については全局とも休止。代替として、共立メンテナンスの単独提供で当時放送されていた「旅ノオト」のみを単独の収録番組として放送した（TBSラジオでは14日の5:30 - 6:00）。
- 全日本実業団対抗駅伝競走大会（ニューイヤー駅伝）が開催される1月1日、東京箱根間往復大学駅伝競走（箱根駅伝）の往路が開催される1月2日、箱根駅伝の復路が開催される1月3日のいずれかが日曜日に当たる年（ニューイヤー駅伝では2023年・箱根駅伝では2022年の往路が該当）には、当番組ネット局の一部が、当該駅伝のラジオ中継（ニューイヤー駅伝はTBSラジオ・箱根駅伝はNRN幹事局の1つである文化放送で制作）を当番組の時間帯から放送している。
  - ニューイヤー駅伝と箱根駅伝の中継を放送する時間帯はネット局によって異なることから、当番組では、当該年における初回放送分の全編（通常版）を前年内に収録している。2023年までは、編成上の事情から通常版を放送できないネット局（上記駅伝の中継ネット局など）にも、「旅ノオト」の収録音源を別途配信。「旅ノオト」に共立メンテナンスが単独で提供していたことから、「旅ノオト」だけの音源配信に際しては、「単独番組」として当該週の土曜日までに時差ネットで放送することを条件に定めていた。
  - TBSラジオが「ニューイヤー駅伝2023」の生中継を8:30 - 14:30に実施していた2023年1月1日（日曜日）[27]を例に取れば、当番組の2023年初回放送分（通常版）を2022年内に収録。同局では通常版の収録音源から、「旅ノオト」に限って中継の前（8:00 - 8:30）に関東ローカルで放送した。その一方で、一部のネット局に向けて、通常版の収録音源の裏送りを実施。編成上の事情から通常版を放送できないネット局（この年からニューイヤー駅伝中継の放送を部分ネットで開始した東北放送・CBCラジオ・RKB毎日放送・南日本放送など）では、上記の方法で配信された「旅ノオト」だけを、単独番組として1月7日（土曜日）までに時差ネットで放送することで対応した。その一方で、通常版の放送を予定していたラジオ福島とMBSラジオでは、TBS側との回線トラブルによって放送事故が生じた[28]。
- 2024年パリオリンピック・男女マラソン競技の日本代表選考会であるマラソングランドチャンピオンシップ（MGC）が東京都内で催された2023年10月15日には、TBSラジオがMGC男子レースの中継を7:30 - 10:30に関東ローカルで放送した。このため、当番組ではTBSラジオでの放送を休止する一方で、JRN系列31局向けの裏送り方式で生放送を実施している。